# Чеккарони, Пьетро
Пьетро Чеккарони (итал. Pietro Ceccaroni; родился 21 декабря 1995 года, Сарцана, Италия) — итальянский футболист, защитник клуба «Палермо».

## Клубная карьера
Пьетро Чеккарони — воспитанник «Специи». За клуб дебютировал 17 августа 2013 года в кубке Италии в матче против «Дженоа». В Серии B дебютировал в 12-м туре в матче против «Пескары». Всего за клуб сыграл 37 матчей, где забил 1 мяч.
13 июля 2015 года был отдан в аренду в СПАЛ. Дебют в клубе состоялся 17 октября в матче 7-го тура против «Сиены». Всего за клуб сыграл 29 матчей, где получил 5 жёлтых карточек.
3 июля 2018 года был отдан в аренду в футбольный клуб «Падова». Первый матч игрока состоялся 12 августа против «Болоньи» в кубке Италии. В Серии B дебют состоялся в матче против «Венеции». Всего за клуб сыграл 17 матчей, где отдал две голевые передачи.
7 августа 2019 года был отдан в аренду в «Венецию». Дебют игрока произошёл в кубке Италии в матче против «Катании». За клуб в Серии B дебютировал в матче против «Фрозиноне». Свой первый гол забил в ворота «Читтаделлы». После сезона 19/20 «Венеция» 1 сентября купила игрока за 200 тысяч евро. В матче против футбольного клуба «Эллас Верона» в Серии A забил гол и отдал голевую передачу, а также на 63-й минуте получил красную карточку. В матче против «Фрозиноне» получил две жёлтые карточки.
31 января 2023 года был отдан в аренду в «Лечче». Дебют в клубе состоялся в матче против «Аталанты».
7 июля 2023 года Чеккарони подписал четырёхлетний контракт с «Палермо».

## Карьера в сборной
За сборные Италии до 19 и 20 лет сыграл 9 матчей.

## Достижения
- Победитель Суперкубка Серии C: 2016
- Победитель группы B Серии C: 2015/16